# Necessitarismo
Em metafísica, necessitarismo é a tese que somente o atual é possível. A posição é típica da filosofia de Spinoza.

## Necessitarismo spinozano
Um dos principais trechos nos quais Spinoza apresenta sua teoria das modalidades é o seguinte:
"Chamo impossível a coisa cuja natureza implica contradição na afirmação de que ela existe; necessária aquela cuja natureza implica contradição na afirmação de que não existe; possível aquela cuja existência, por sua própria natureza, não implica que haja contradição na afirmação de que existe ou de que não existe; mas neste caso a necessidade, ou impossibilidade, de sua existência depende de causas desconhecidas por nós, enquanto estamos a fingir que existem; por conseguinte, se a sua necessidade, ou impossibilidade, que dependem de causas externas, fossem conhecidas por nós, nada também poderíamos fingir a respeito." (Spinoza, Tratado da reforma da inteligência, parágrafo 53; São Paulo: Editora Martins Fontes, 2004, tradução de Lívio Teixeira; nossos itálicos)
A teoria acima é apresentada a partir de três elementos: (1) o modo de ser, (2) a afirmação da existência e (3) o conhecimento da causa. Ela pode ser apresentada da seguinte maneira:
| Modo de ser da coisa | Conhecimento da causa da coisa                                    | Afirmação da (in)existência da coisa                               |
| Impossível           | Conhecida                                                         | Afirmação da existência implica contradição                        |
| Necessário           | Conhecida                                                         | Afirmação da inexistência implica contradição                      |
| Possível             | Se conhecessemos a causa saberíamos se é impossível ou necessário | Afirmação da existência ou da inexistência não implica contradição |
| -------------------- | ----------------------------------------------------------------- | ------------------------------------------------------------------ |

De acordo com a tabela acima, se sei que a existência de uma coisa é impossível, e afirmo sua existência, então caio em contradição. Se sei que a existência de uma coisa é necessária, e afirmo sua inexistência, então caio em contradição. Se não sei se a coisa é impossível ou necessária, então não me contradigo ao afirmar que ela existe ou que não existe.
Em tal teoria, o necessitarismo está nas coisas ou serem necessárias, ou impossíveis. O possível é mera tradução da nossa ignorância do modo de ser da coisa.